# Mathieu Pustjens
Johannes Mathias Gerardus Pustjens, detto Mathieu (Roosteren, 20 febbraio 1948), è un ex ciclista su strada olandese.
Professionista tra il 1972 ed il 1974, partecipò a due edizioni del Tour de France.

## Carriera
Da dilettante vinse la Romsée-Stavelot-Romsée nel 1968, due tappe alla Österreich-Rundfahrt e una tappa al Tour de Liège nel 1970 e una tappa al Tour de Liège nel 1971. Passato professionista nel 1972, partecipò ai mondiali nel primo anno e al Tour de France nel 1972 e nel 1973. Si ritirò al termine della stagione 1974.

## Palmarès
- 1968 (Dilettanti, una vittoria)

Romsée-Stavelot-Romsée
- 1970 (Dilettanti, tre vittorie)

3ª tappa Österreich-Rundfahrt (Knittelfeld > Graz)
7ª tappa, 1ª semitappa Österreich-Rundfahrt (Salisburgo > Braunau)
2ª tappa, 1ª semitappa Tour de Liège (Welkenraedt > Warsage)
- 1971 (Dilettanti, una vittoria)

5ª tappa, 2ª semitappa Tour de Liège (Saint-Georges-sur-Meuse > Rotheux-Rimière)

## Piazzamenti

### Grandi Giri
- Tour de France

1972: 25º
1973: ritirato (9ª tappa)

### Competizioni mondiali
- Campionati del mondo

Gap 1972 - In linea: ritirato